# Jean Appier Hanzelet
Jean Appier (dit) Hanzelet est un graveur, imprimeur, mathématicien et pyrotechnicien lorrain né le 15 novembre 1596 à Haraucourt et mort en 1647 à Nancy ou après 1647 en Italie.
Ses gravures sont peu reconnues et jugées de qualité moindre à celles de son père Jean Appier. Il écrivit des manuels à propos des armes, de la fortification et des feux d'artifice pour les ducs de Lorraine. Il aurait également rédigé le recueil de problèmes Récréation mathématique bien que la paternité de cet ouvrage soit débattue.

## Biographie
Il naquit le 15 novembre 1596 peut-être à Haraucourt, fils de Jean Appier, ingénieur et graveur des ducs de Lorraine Charles III et Henri II,, qui lui enseigna ses savoirs en mathématiques,. Son nom de naissance est Jean Appier auquel le qualificatif « Hanzelet » (signifiant « petit Hanz » dans la langue locale de l'époque, le lorrain roman) fut ajouté, cela permettant de le distinguer de son père qui portait le même patronyme.
En 1612, il loue pour une courte durée une maison à Nancy. À partir de 1617, son lieu de résidence habituel est Pont-à-Mousson. Il fréquente alors Jean L'Hoste, un mathématicien et ingénieur des fortifications, qui exerce donc un métier proche de celui de son père Jean Appier.
Il épouse Marie Huard. Sa fille Anne est baptisée sur la paroisse Sainte-Anne de Pont-à-Mousson le 7 août 1618, avec pour parrain un autre graveur, Alexandre Vallée. Le peintre Nicolas Allye est le parrain d'un autre de ses six enfants. L'épouse de l'imprimeur Gaspard Bernard, avec lequel il travaille à Pont-à-Mousson, est marraine de son fils Jude en 1629.
On sait qu'il possède dans les années 1635 trois maisons et des terres qui lui servent de garantie pour un emprunt de 4 800 francs à Françoise Bertrand de Nancy, veuve de Pierre d'Hoffelize Liégeois, écuyer et conseiller d’État de Lorraine.
Favier lui suppose un voyage en Italie après son renvoi de l'université de Pont-à-Mousson. Il est en tout cas présent à Pont-à-Mousson en 1643 et meurt en 1647, peut-être à Nancy,. Cette dernière information est sujette à caution. Les registres paroissiaux de cette ville  existaient à cette date et devraient donc posséder l'acte de décès d'Hanzelet, ce qui n'est pas le cas. Selon certains généalogistes, Hanzelet serait décédé après 1647 en Italie. Il aurait eu une descendance. Au XVIIIe siècle, un organiste lorrain nommé Jude Hanzelet était considéré comme parent du graveur.

## Travaux

### Gravure

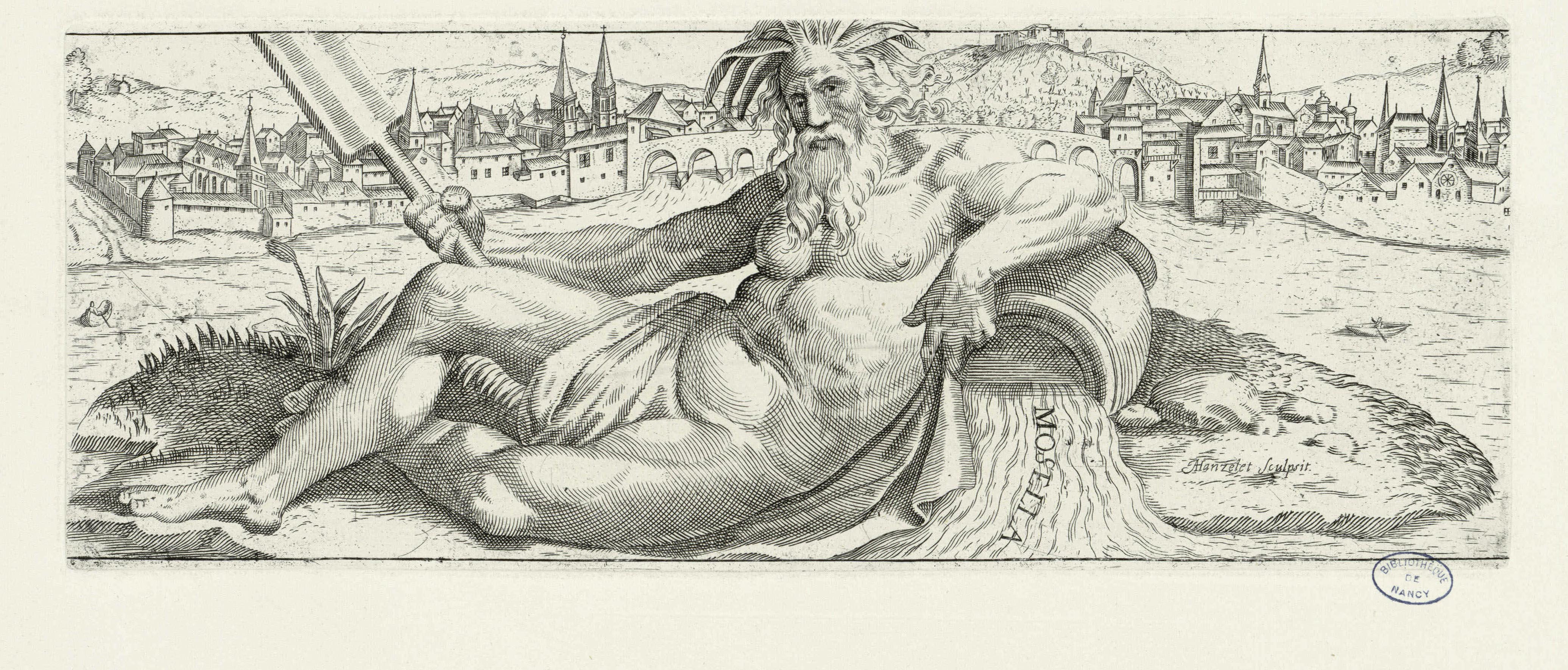
Estampe de la figure allégorique de la Moselle devant Pont-à-Mousson.

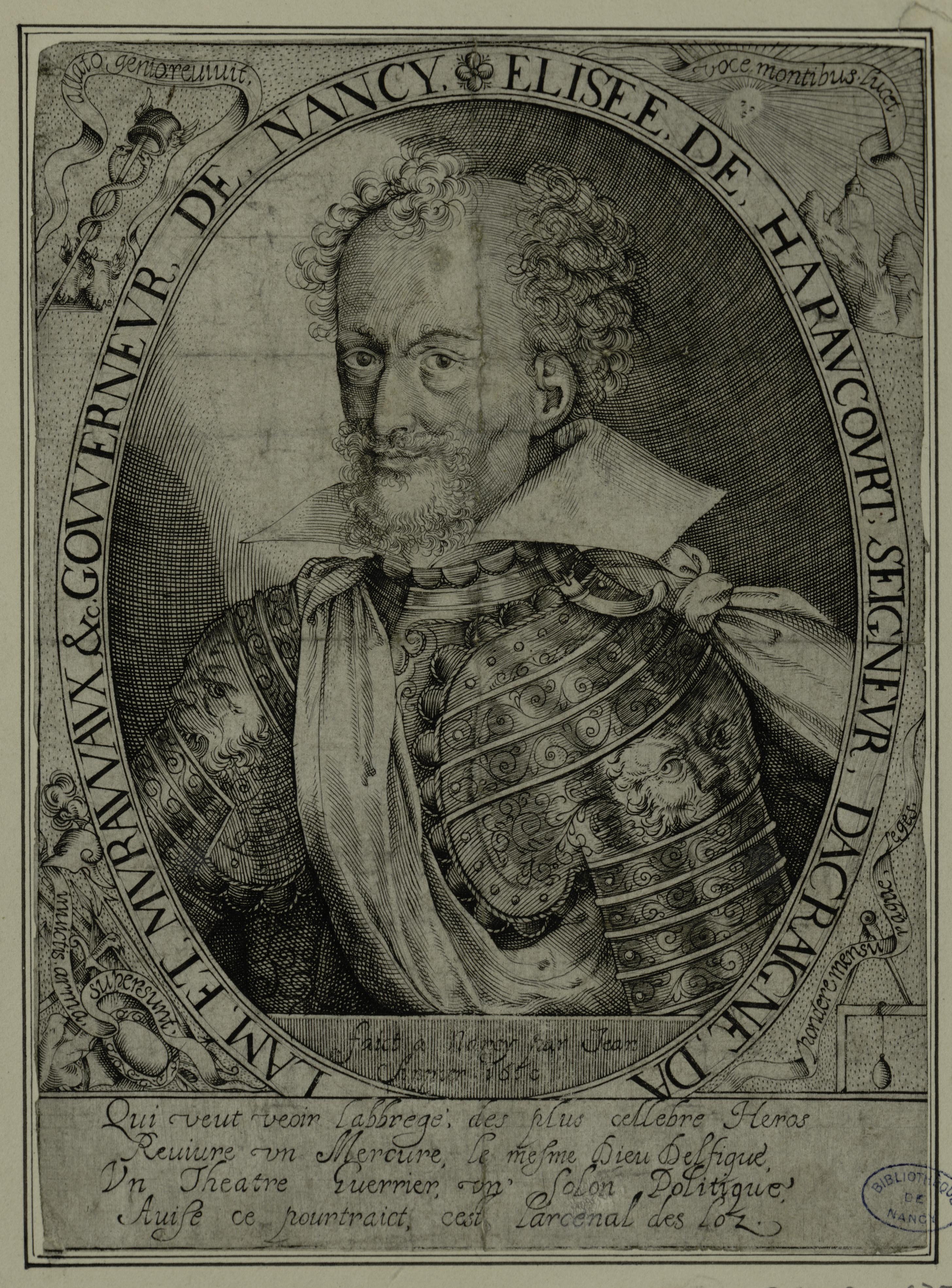
Portrait d'Élisée de Haraucourt, gouverneur de Nancy, gravé par Hanzelet

Jean Appier Hanzelet était chalcographe, c'est-à-dire qu'il gravait sur du cuivre. La première gravure qu'on lui connaît est une planche du Physicum Cometae speculum de Charles Le Pois en 1619,. Il grava divers sujets, dont des tables solaires, des illustrations de thèses de théologie jésuite et des figures allégoriques représentant des éléments géographiques. Il signait ses œuvres de ses trois initiales : « J.A.H. ».
Il est qualifié pour la première fois de graveur de l'université de Pont-à-Mousson en 1623, mais il est possible qu'il ait obtenu cette charge dès sa création en 1616.

### Imprimerie
Il devint imprimeur de l'université de Pont-à-Mousson de 1623 à 1628. On lui connaît plusieurs collaborations, telles que celle avec Jean Bernard en 1627 pour le Combat d'honneur. En 1628, il fut renvoyé de son poste, et reçut une amende de 50 francs pour avoir imprimé un écrit rédigé par le professeur de droit Hordal sans autorisation.

### Pyrotechnie

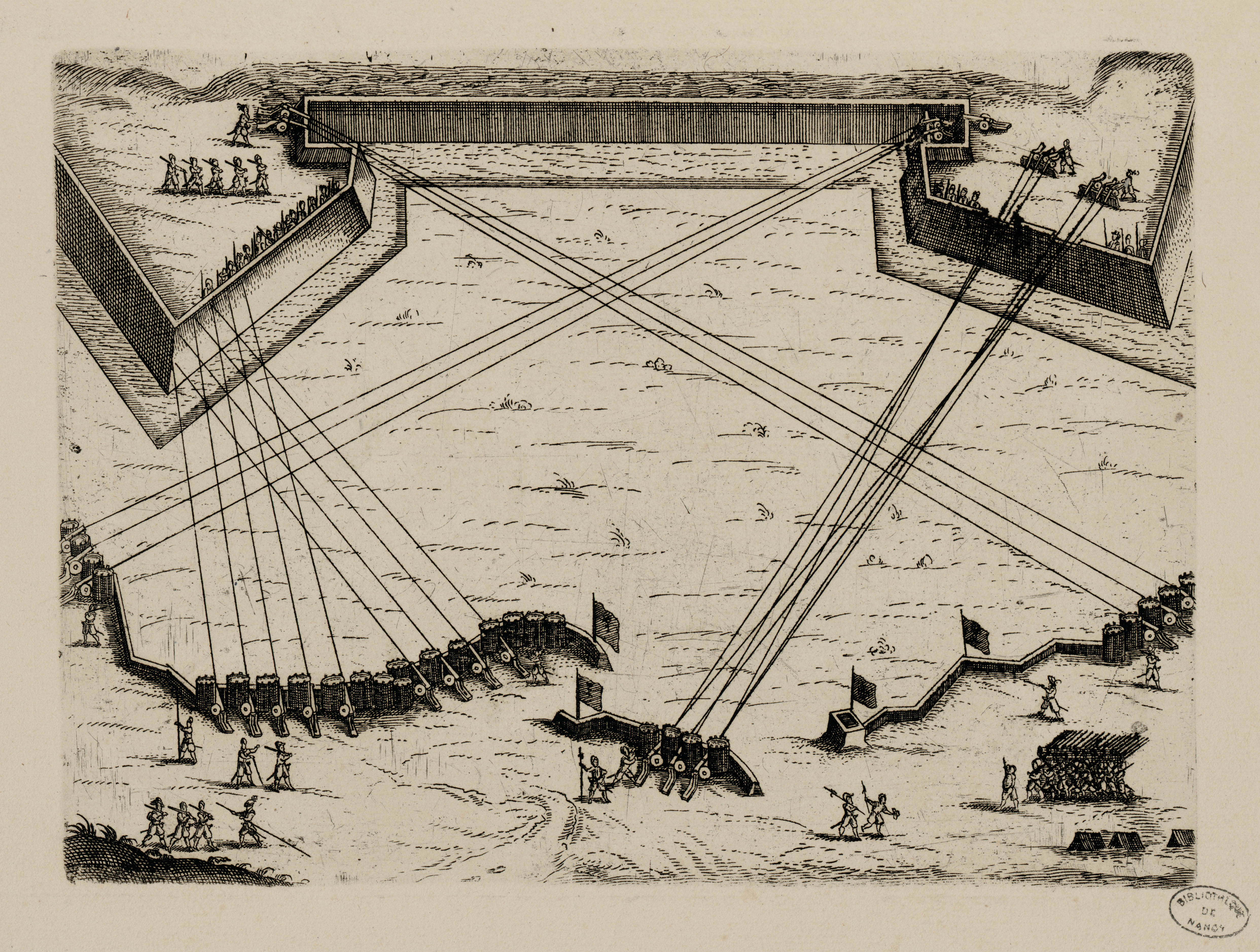
Plan de positionnement des canons dans une situation d'attaque de château gravé par Jean Appier Hanzelet.

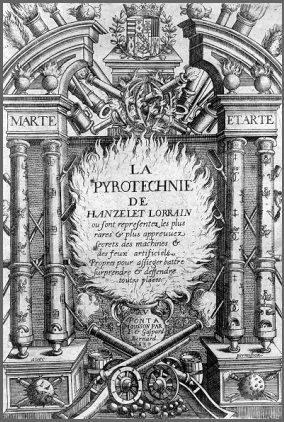
Frontispice de la pyrotechnie d'Hanzelet.

Jean Appier Hanzelet est principalement connu pour ses deux ouvrages traitant de la technologie militaire et de la pyrotechnie, qu'il rédigea pour le duc de Lorraine Charles IV dont il était le « Maître de feux artificiels ». En effet, la guerre de Trente Ans qui faisait rage à cette période explique le besoin du développement rapide des techniques de guerre. Le premier ouvrage est le Recueil de plusieurs machines militaires et feux artificiels pour la guerre et la récréation, rédigé en collaboration avec François Thybourel, maître chirurgien et publié en 1620.
La Pyrotechnie est une réédition enrichie du Recueil de plusieurs machines militaires et feux artificiels pour la guerre et la récréation sans mention de François Thybourel en tant qu'auteur, publiée en 1630. Deux poèmes élogieux débutent celui-ci en l'honneur de Jean Appier Hanzelet, écrits par D'Ardenne et André Mareschal. Le texte traite de fortification, d'armes, de machines de guerre et de feux d'artifice et est accompagné d'une centaine de gravures illustratives. Il se distingue à la fois par sa théâtralité car les explications sont rédigées sous la forme d'un dialogue entre un capitaine et son général et par son caractère novateur, du fait du mélange de fête et de guerre. En effet, les spectacles pyrotechniques destinés au divertissement existaient au XVIIe siècle sous la forme de tableaux mettant souvent en scène un conflit armé.

### Mathématiques
Albrecht Heeffer lui attribue la paternité de l'ouvrage Récréation mathématique, paru en 1624, qui rassemble des problèmes de géométrie, d'arithmétique, d'optique et de mécanique, contrairement à Jean Nicolas Beaupré qui affirme que Leurechon en est l'auteur. Ce livre connut un grand succès au XVIIe siècle et fut traduit en anglais, néerlandais et latin. De surcroît, Newe Recreations de Nicolas Hunt s'inspire de Récréation mathématique.

## Œuvre
- Charles Le Pois, Physicum cometae speculum, Pont-à-Mousson, Charles Marchand, 1619 : Chemin de la comète qui a paru aux mois de novembre et de décembre de l'année 1618.
- Psalterium Davidicum secundum ritum... ordinis Praemonstratensis..., Pont-à-Mousson, François Du Bois, 1619 : frontispice.
- Jean Appier Hanzelet et François Thybourel, Recueil de plusieurs machines militaires et feux artificiels pour la guerre et la récréation..., Pont-à-Mousson, Charles Marchant, 1620 : 50 illustrations signées.
- Wapi, Les Honneurs et applaudissements rendus par le collège de la compagnie de Jésus... aux SS. Ignace de Loyola et François Xavier..., Pont-à-Mousson, Sébastien Cramoisy, 1623, et traduction en latin : Périn, Sacra atque hilaria Mussipontana... mêmes lieu, imprimeur et date : 12 illustrations.
- Thèses soutenues pendant les fêtes de saint Ignace et saint François Xavier, 1623.
- Claudius Christophorinus, Conclusiones de juridctione et imperio..., Pont-à-Mousson, Jean Appier Hanzelet, 1623[23].
- Claude-Alix de Veroncourt, Thèse de théologie, 1623[8] (attribution).
- Statuts de la confrérie de Saint-Sébastien érigée en l'église Saint-Laurent de Pont-à-Mousson, 1624[24].
- La Fleur des pois des plus belles practiques du compas de proportion, présentée au... duc de Lorraine... par Monsieur le prince son frère, Pont-à-Mousson, Jean Appier Hanzelet, 1625 : 2 planches gravées hors texte, 4 gravures sur cuivre et plusieurs sur bois dans le texte.
- Blasii Jaquotii... orationes..., Pont-à-Mousson, Jean Appier Hanzelet, 1625 : armes de la maison de Lorraine.
- César-François de Haraucourt de Chambley, thèse gravée : vue du collège de Pont-à-Mousson.
- Levrechon, Récréation mathématique, Pont-à-Mousson, Jean Appier Hanzelet, 1626 : 5 planches hors texte.
- Léonard Périn, Vita Sancti Nicolai Myrensis episcopi, Pont-à-Mousson, Jean Appier Hanzelet, 1627 : frontispice gravé.
- Léonard Périn, Vita Sancti Nicolai Myrensis episcopi, Pont-à-Mousson, Jean Appier Hanzelet, 1627 (autre version) : frontispice gravé.
- Motet, Combat d'honneur concerté par les IIII élémens sur l'heureuse entrée de Madame la duchesse de La Valette en la ville de Metz..., s.l.n.d., 1627 : 23 illustrations. Ouvrage composé avec le peintre Didier Baron.
- Christophe Mérigot, La vie de la sérénissime Philippe de Gueldres, reine de Jérusalem et de Sicile..., Pont-à-Mousson, Jean Appier Hanzelet, 1627.
- Thérèse de l'Enfant-Jésus, Soliloques ou saincts eslancemens de l'âme à Dieu, Pont-à-Mousson, Jean Appier Hanzelet, 1628.
- Etienne Binet, Le riche sauvé par la porte dorée du ciel, Pont-à-Mousson, Jean Appier Hanzelet, 1628[25].
- Jacques Amyot (éd.), Apophtegmes de Plutarque..., Pont-à-Mousson, Jean Appier Hanzelet, 1628.
- Jean Hordal, Mella apum Romanarum, Pont-à-Mousson, Jean Appier Hanzelet, 1628 : portrait de Hordal.
- La Pyrotechnie de Hanzelet Lorrain,... Pont-à-Mousson, Jean et Gaspard Bernard, 1630 : 133 figures.
- La Moselle à Pont-à-Mousson, signée, sans date.
- Cadran solaire en bronze, signée, sans date. : 5 figures astronomiques. Il s'agirait d'un modèle pour un cadran solaire effectivement réalisé pour Antoine Stainville, seigneur de Couvonges[26].

## Postérité

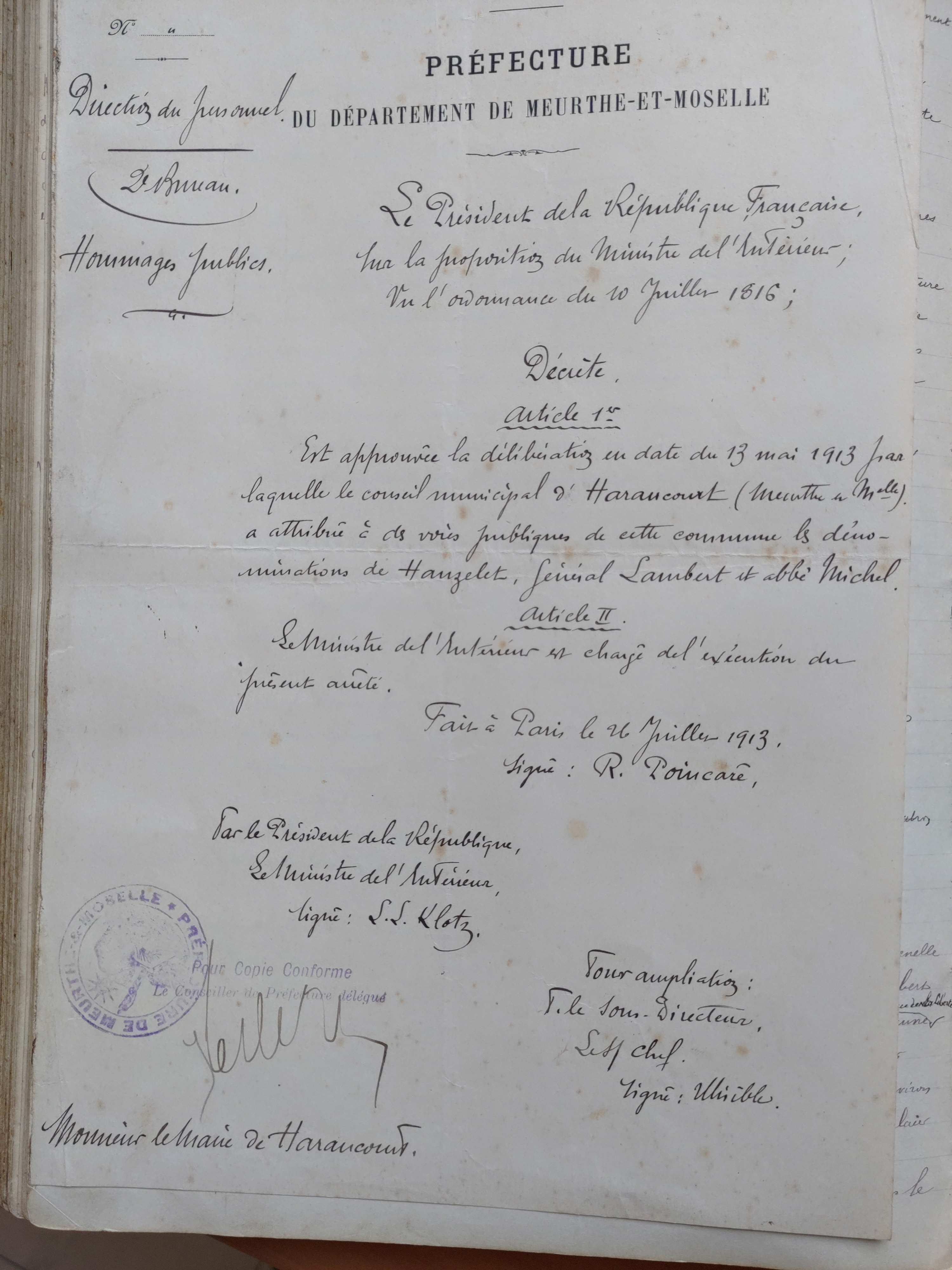
décret présidentiel approuvant le nom de rue Hanzelet

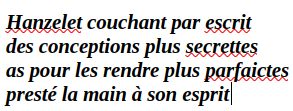

André Mareschal lui adressa le quatrain ci-contre.(orthographe originelle)
Le lycée général et technologique Jean Hanzelet fut nommé à partir de ce savant dans la commune de Pont-à-Mousson où il travailla. 

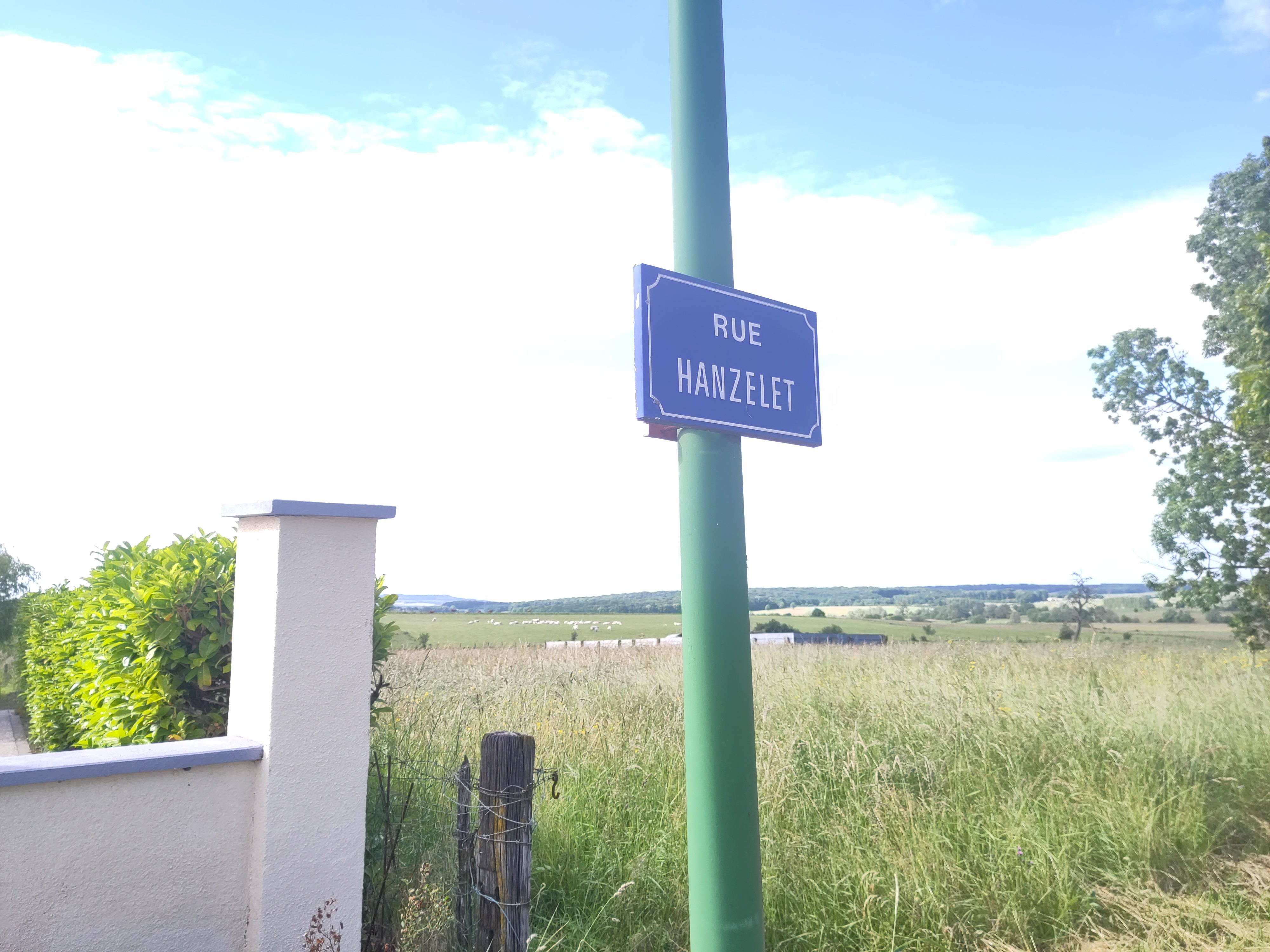
Plaque de la rue Hanzelet à Haraucourt, son village natal

Une rue d'Haraucourt, son village natal, porte son nom depuis 1913.